# 韩国铁道公社311000系电力动车组
韩国铁道公社311000系· 312000系电力动车组（：／）是韩国铁道公社的一款通勤型电力动车组，在首都圈电铁1号线运营。

## 概况
311000系· 312000系电力动车组是广域电铁的列车，是交直两用车辆，一共分为3代，由现代Mobis、大宇重工业和现代Rotem负责生产，在1996年正式使用。主要是为了替代部分老旧的1000系。最初运行于首都圈电铁4号线的安山线、首都圈电铁1号线的京元线龙山-城北运行模式（已废止）和京釜高速线。现在运行于首都圈电铁1号线的京元线、京釜线、京仁线、长项线、饼店基地线区间（为25000V、60Hz交流电区间），亦包括首尔地铁营运的首尔地铁1号线（为1500V直流电区间）。列车客室车门为内藏门，每节车厢共4对车门，列车在两端设有紧急出口，目前均为10编组。列车的VVVF由日本东芝生产。列车的型号开始更改为311000系。由于现有的311000系车队已完全饱和，因此从2016年8月起使用编号312000系。

## 使用情况

### 第1代(납작이)
第1代列车在1996年至1999年期间生产，初期外涂装为黄、绿色。在2005年1月1日国营公司化后，列车的涂装更换为红、蓝、白三色。在2003年2月18日大邱地铁纵火案发生后，列车材料全部改为了防火材料。列车一共分为2批，而列車車門採用氣動內藏門，而車門上的車窗的面積較小。而部分列車的制御裝置已由GTO-VVVF改為IGBT-VVVF。

#### 第1批
编号为31101-31127（原编号为501-528），由现代Mobis负责生产。仅有31124运营。

#### 第2批
编号为31128-31141（原编号为529-542），由大宇重工业负责生产，是为了替代1974年投入服務的韩国铁道1000系第1代列车。较第1批相比，增加了轮椅位，其中车组编号为31139-31141中的部分车厢由1000系的第2代车厢改造插入而成，現時那些改造車廂已退役，並由原屬31102編組車廂（31140）或前4號線341000系的第1代车厢（31139及31141）插入代替。仅有31132、31135-31138运营。

### 第2代(동글이)
第2代列车在2002年-2004年期间生产，外观与第1代列车不同。在2003年2月18日大邱地铁纵火案发生后，列车材料全部改为了防火材料。一共分为3批，配属于饼店车辆基地和九老车辆基地。車門是採用氣動方式的，不過部分第2代列車的車門驅動方式改為電動形式以及部分列車的制御裝置已由GTO-VVVF改為IGBT-VVVF。

#### 第3批
编号为31142-31147（原编号为543-548），是在首都圈电铁1号线服务区段南延伸至饼店站后开始服役。在初期外涂装为黄、绿色。在2005年1月1日国营公司化后，列车的涂装更换为红、蓝、白三色。

#### 第4批
第4批车组编号为31148-31163（原编号为549-564），较第3批相比，增加了列车综合信息系统（TGIS），编号为31154（原编号为555）的列车在2011年7月韩国暴雨中受损严重，后于2012年3月修复完成。

#### 第5批
第5批车组编号为31164、31165（原编号为565、566），较之前的列车拥有LED显示屏，而制御裝置在出厂時已改為IGBT-VVVF。

### 第3代(뱀눈이)
第3代列车在2005年-2013年期间生产，外涂装为红、蓝、白三色，外观与第1、2代列车不同，另外車門採用電動式(第1、2代列车是採用氣動式)。一共分为4批，配属于里门车辆基地、饼店车辆基地和九老车辆基地。

#### 第6批
第6批车组编号为31166-31177（原编号为567-578），于2005年由现代Rotem负责生产。

#### 第7批
第7批车组编号为31178-31182（原编号为579-592），于2006年生产。

#### 第8批
第8批车组编号为31183-31189，于2012年生产。

#### 第9-10批
第9-10批车组编号为31190-31194，于2013年生产，是为了替代部分韩国铁道1000系第2代列车。

### 第4代(삼눈이)
第4代列車於2016年投入服務

#### 第11批
編號為31195-31203，是为了替代部分韩国铁道1000系第2代列车。另外這一批列車是韓國鐵路公社首批採用單臂式集電弓的通勤列車，車廂亦裝設閉路電視。

### 第5代(주둥이)
第5代列車於2020年投入服務，其中31204-31215編組採用單臂式集電弓，餘下編組使用雙臂式集電弓

#### 第12批
編號為31204-31207，是为了替代餘下韩国铁道1000系第2代列车。

#### 第13批
編號為31208-31215，於2022年投入服務，是为了替代本系列部分第1代列车。

#### 第14批
編號為31216-31223，於2023年起陸續投入服務，是为了替代本系列部分第1代列车。

#### 第15批
編號為31224-31256，於2024年起陸續投入服務，是为了替代本系列餘下第1代列车。

## 车辆图片

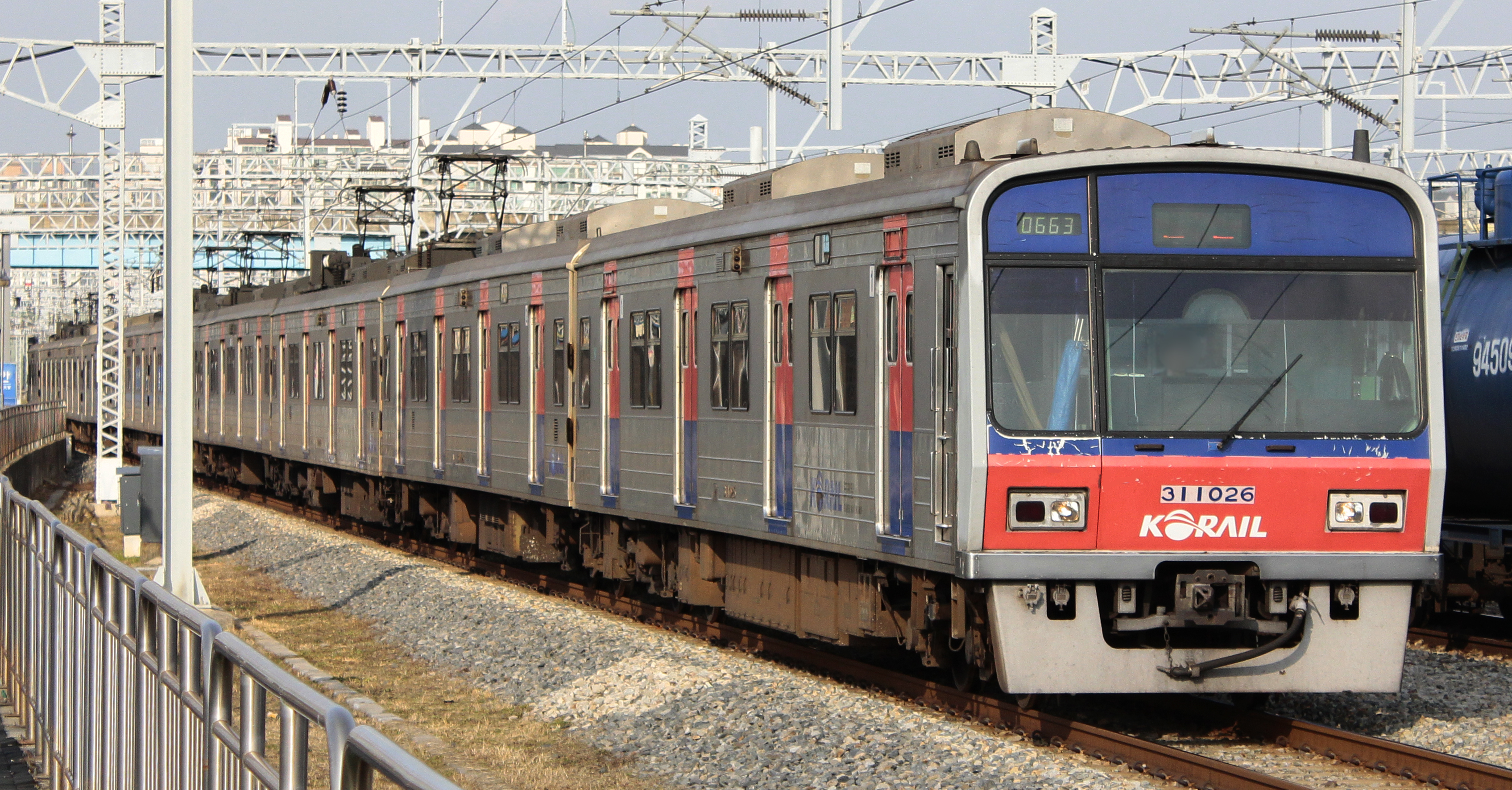
第1代列车旧涂装
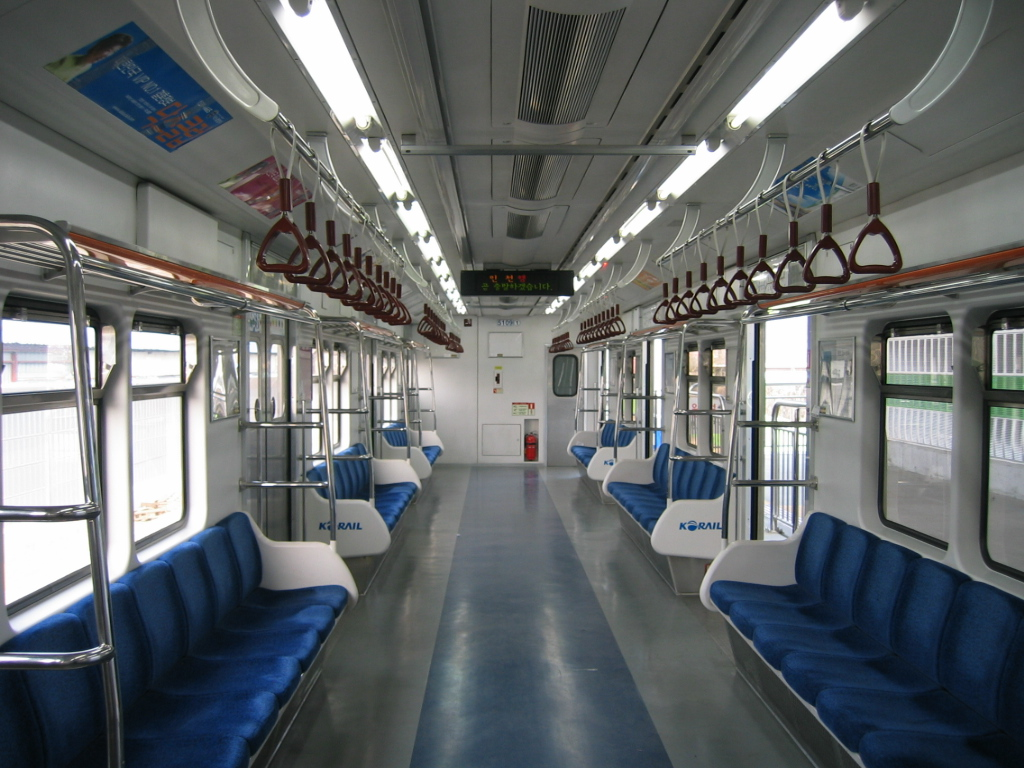
第1代列车客室
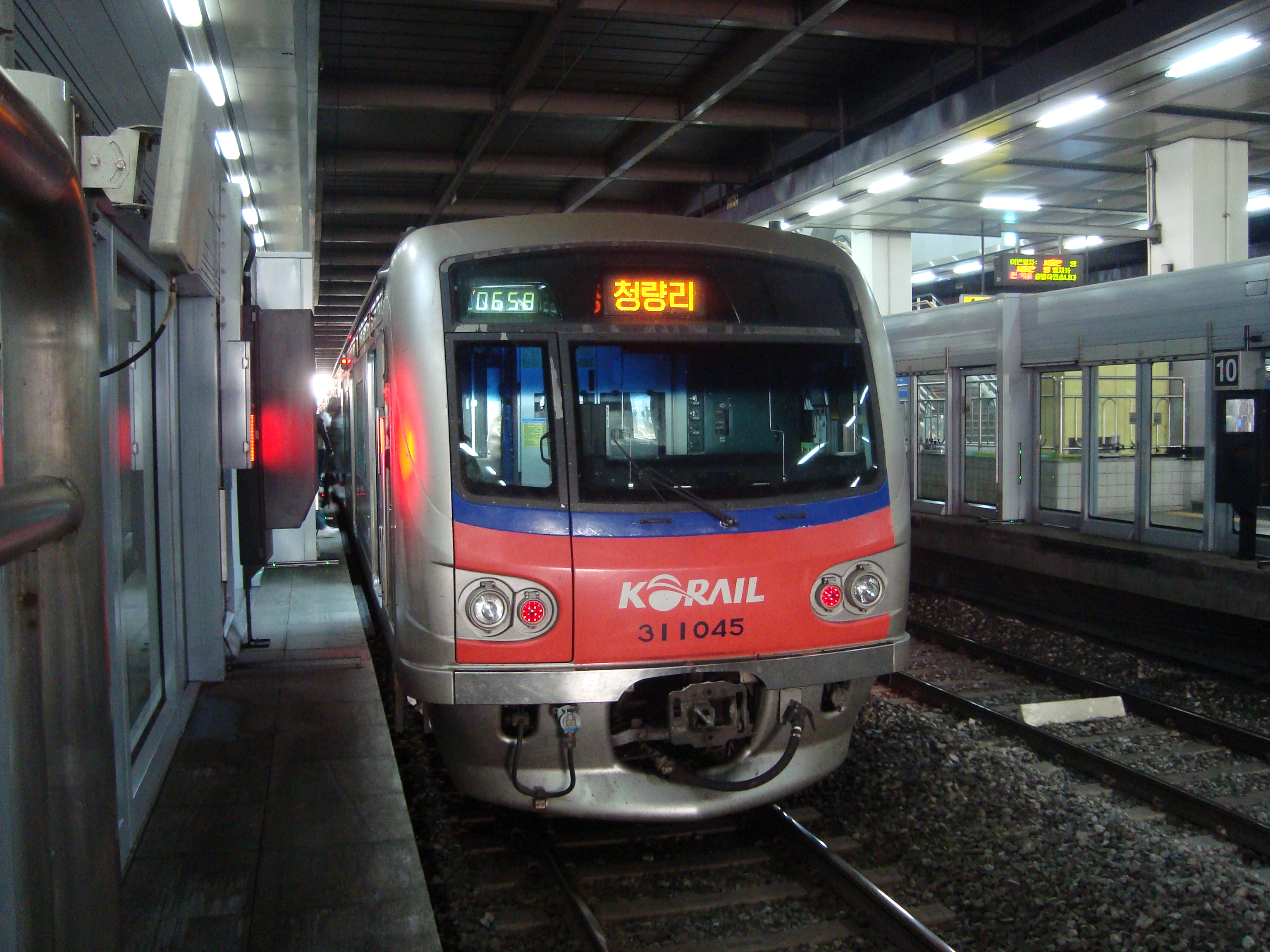
31145号列车在龙山站
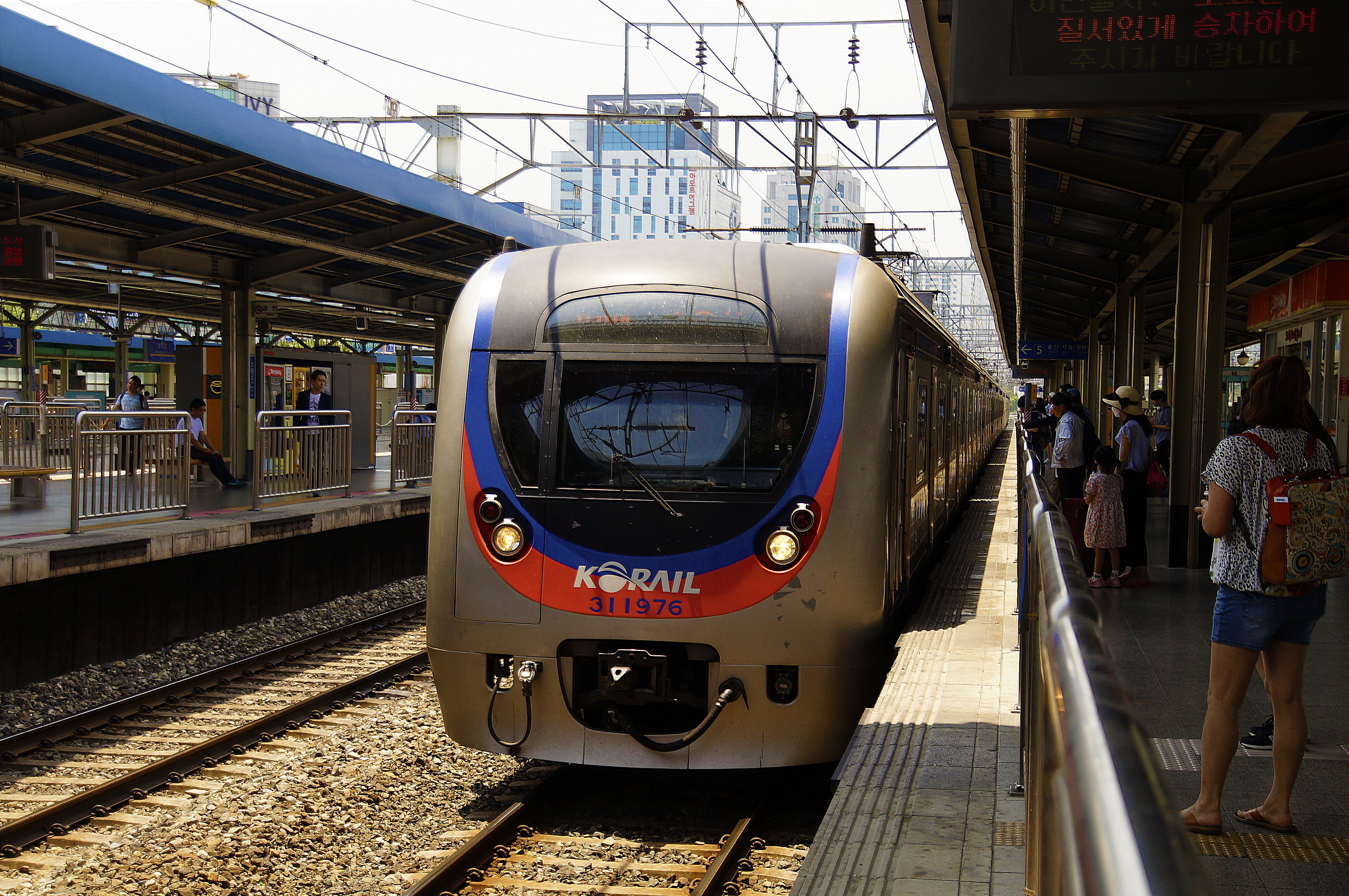
第3代列车
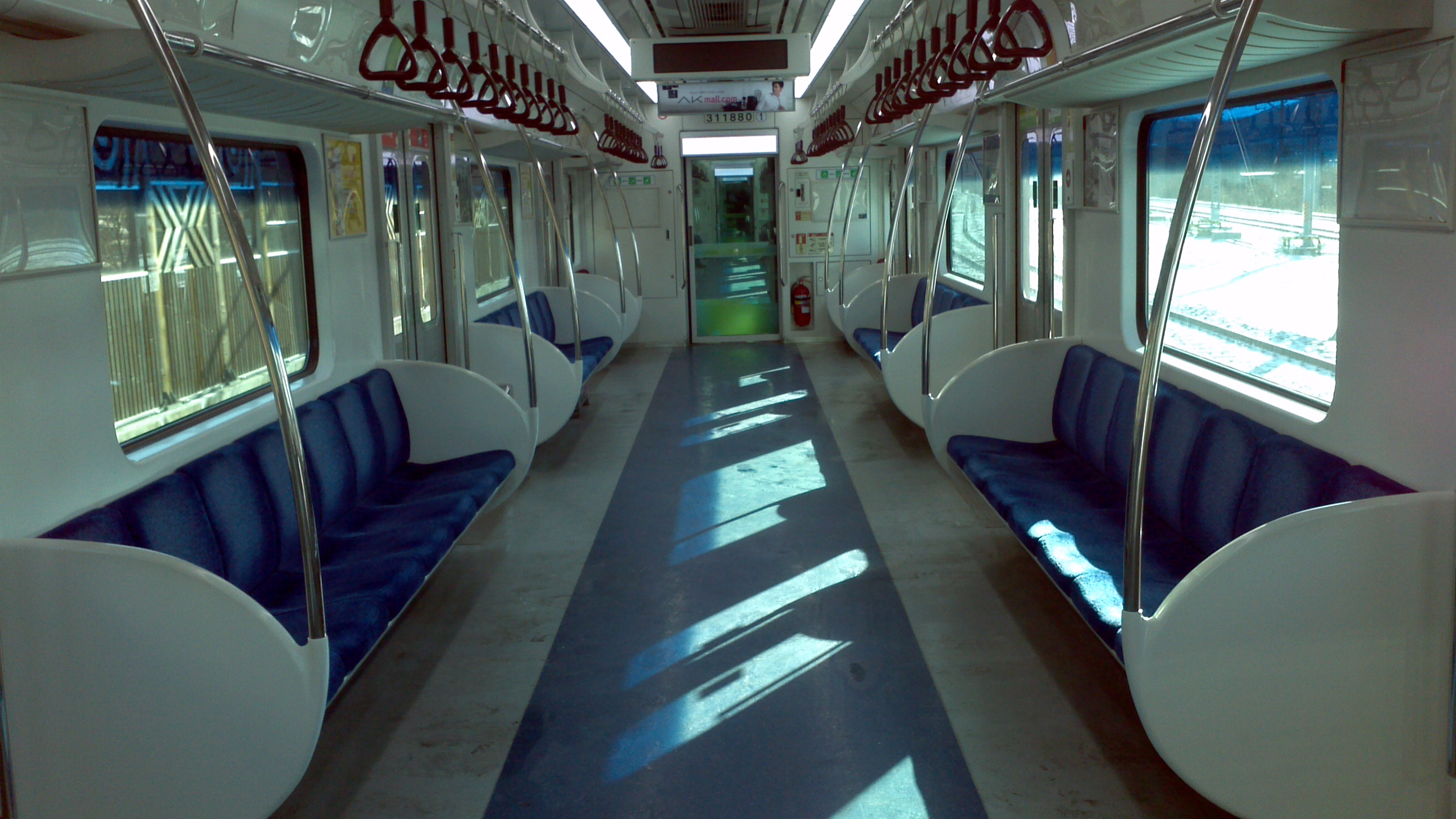
第3代列车客室
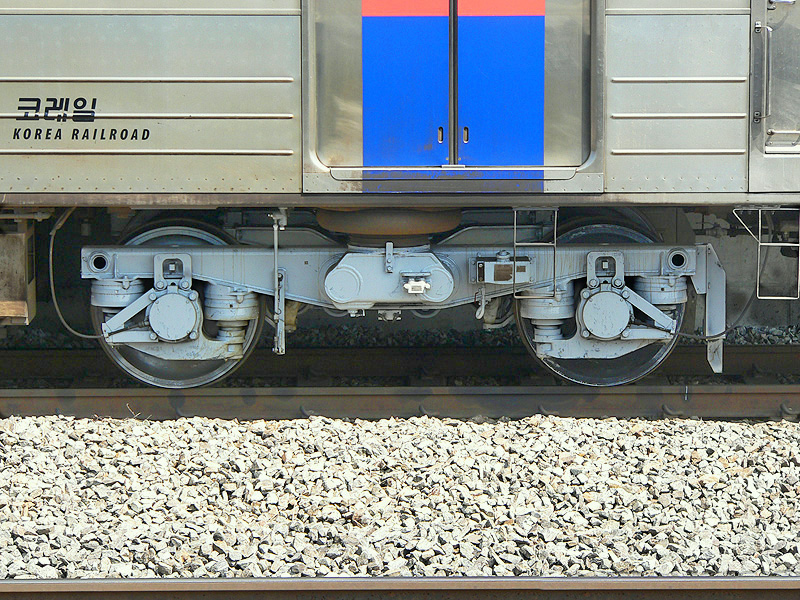
列车转向架
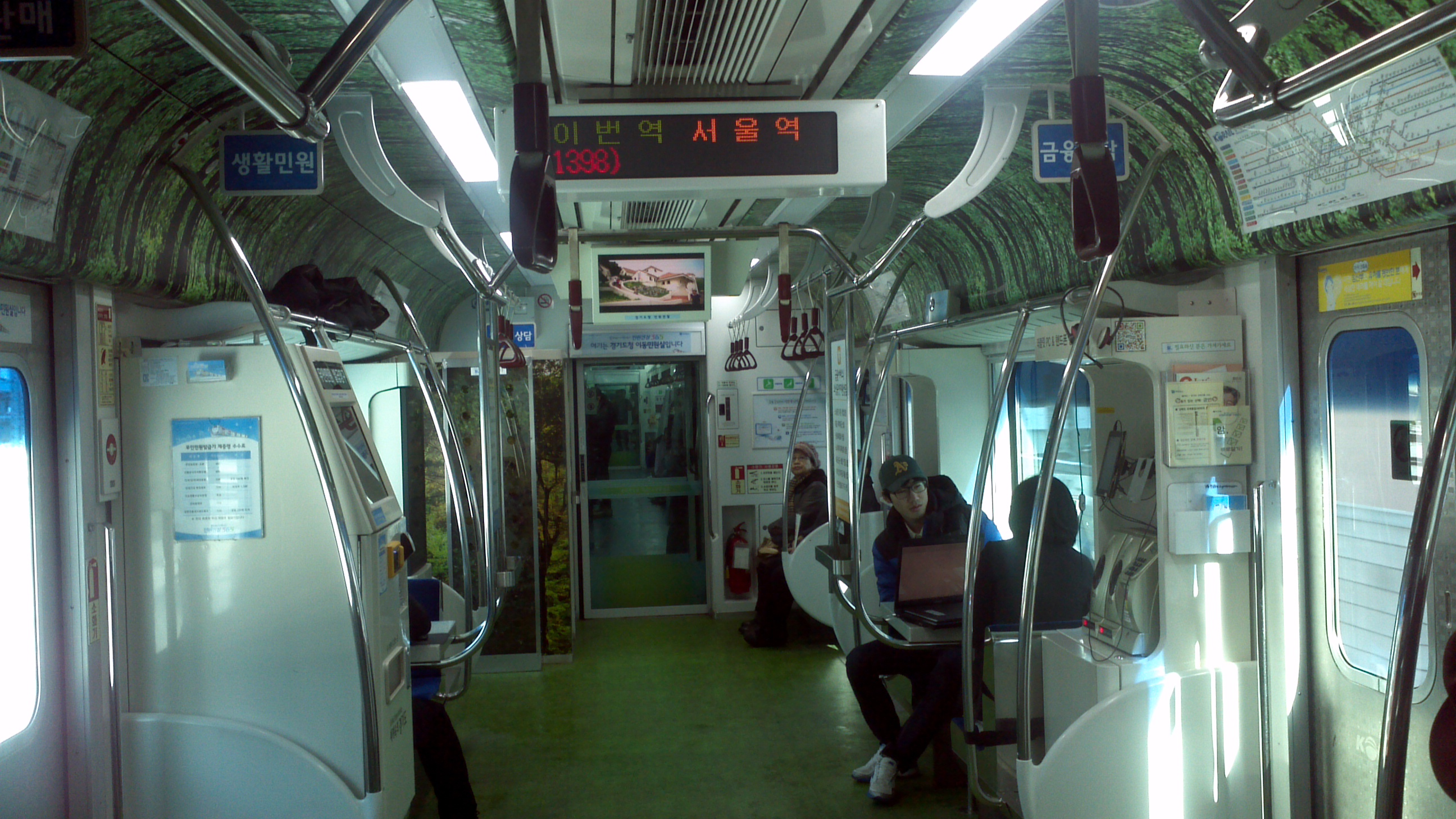
31180号列车的多功能区域
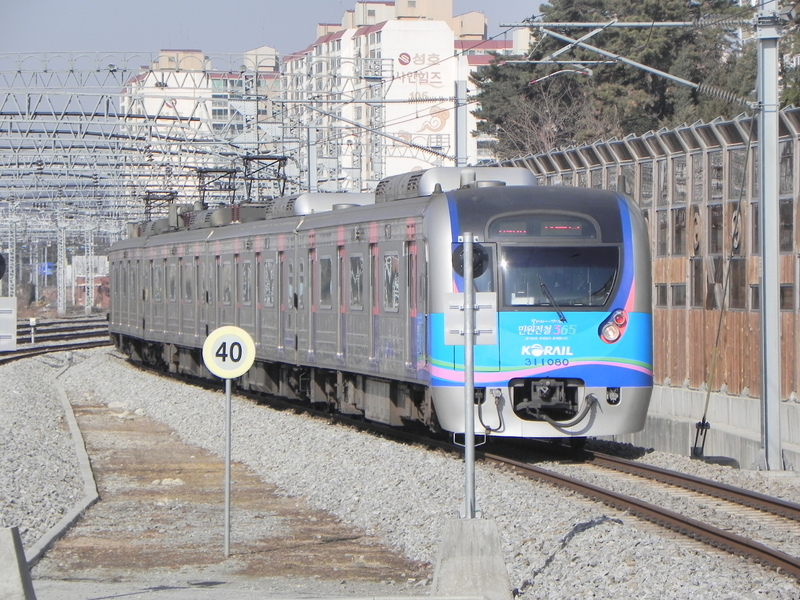
31180号列车
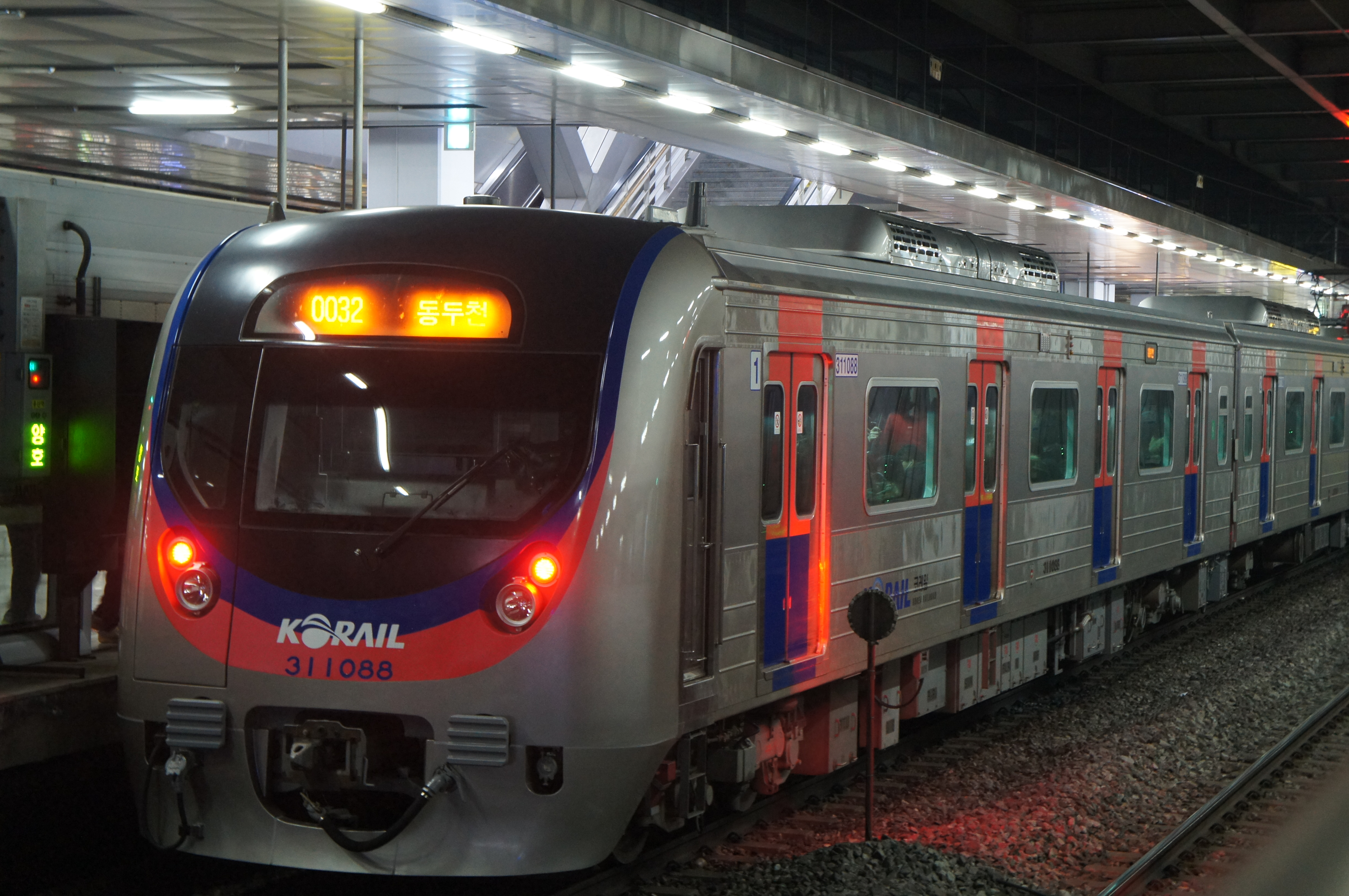
31188号列车
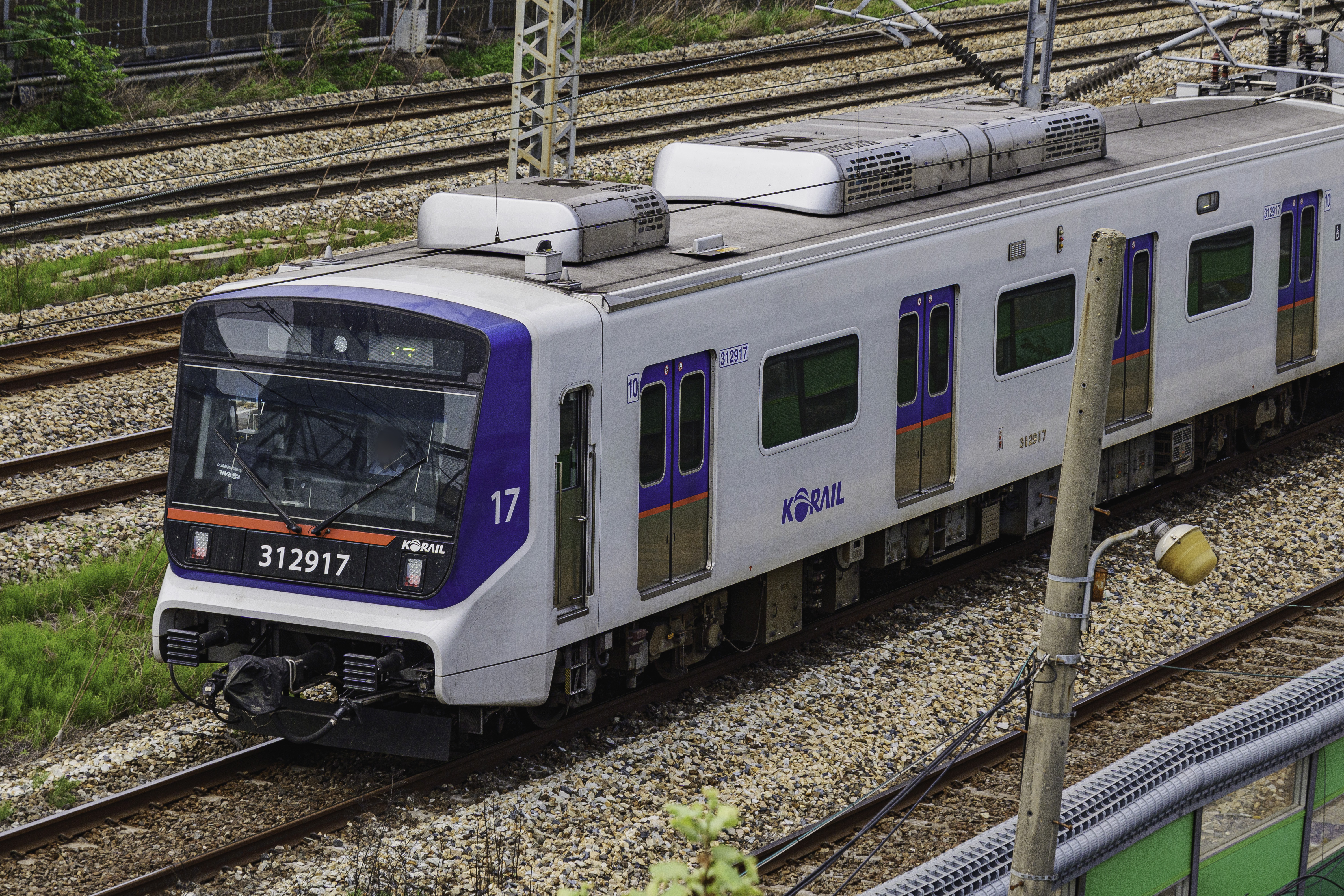
31217号列车

## 编组
|          | 311000·312000      |                   |                   |                   |                   |                   |                   |                   |                   |                    |
| 車廂編號 | 1                  | 2                 | 3                 | 4                 | 5                 | 6                 | 7                 | 8                 | 9                 | 10                 |
| 集電弓   |                    |                   | ◇◇                |                   | ◇◇                |                   |                   |                   | ◇◇                |                    |
| 形式區分 | 3110XX 3120XX (Tc) | 3111XX 3121XX (M) | 3112XX 3122XX (M) | 3113XX 3123XX (T) | 3114XX 3124XX (M) | 3115XX 3125XX (T) | 3116XX 3126XX (T) | 3117XX 3127XX (M) | 3118XX 3128XX (M) | 3119XX 3129XX (Tc) |
| 动力单元 | 单元1              | 单元1             | 单元1             | 单元2             | 单元2             | 单元2             | 单元2             | 单元3             | 单元3             | 单元3              |
| 其他設備 |                    |                   |                   |                   |                   |                   |                   |                   |                   |                    |
| 安裝機器 | CP,SIV,BT          | VVVF              | Mtr,VVVF          |                   | Mtr,VVVF          | CP,SIV,BT         |                   | VVVF              | Mtr,VVVF          | CP,SIV,BT          |
| 車輛重量 |                    |                   |                   |                   |                   |                   |                   |                   |                   |                    |
| 載客量   | 148人              | 160人             | 160人             | 160人             | 160人             | 160人             | 160人             | 160人             | 160人             | 148人              |

範例
- VVVF：主控制裝置（VVVF變頻器）
- Mtr：主變壓器
- SIV：靜式變流器
- CP：電動空氣壓縮機
- BT：蓄電池

## 列车当前配属
- 里门车辆基地：

第1代：31101-31123，31124
第3代：31181、31182
- 九老车辆基地：

第1代：31125-31131,31132,31133-31134，31135-31138，31139-31141
第2代：31148-31153
第3代：31166-31176、31183-31190，31191，31192-31194
第3代：31195-31203
- 饼店车辆基地：

第2代：31142-31147、31154-31165
第3代：31177-31180
注：列车综合大修基地位于始兴车辆基地

## 运行区间

### 现在运营区间
- 首尔地铁1号线：全区间
- 京釜线：首尔-天安
- 京元线：回基-逍遥山
- 京仁线：全区间
- 长项线：天安-新昌
- 饼店基地线：全区间

### 过去运营区间
- 安山线：衿井-安山
- 京釜高速线：永登浦-光明
- 中央线：龙山(经京元线)-八堂

## 事故
- 2007年，车组编号为519的列车在永登浦站与4404号柴油机车发生了严重碰撞，导致损毁严重，目前剩余8节列车改为319000系，改装后的两列车均于2024年4月报废退役。
- 2010年5月1日，车组编号为575(今31174)的列车与1000系车组编号为158的列车在九老车辆基地发生了严重碰撞。31174受損的車廂已修复完成並重新投入服務，而158號列車因1158車廂嚴重毀損不獲復修而整列直接退役。
- 2012年6月3日，车辆编号为31147号（原编号为548）列车于天安站出轨，导致集电弓受损，后于同年9月修复完成[1][2]。